# Ígdrasil

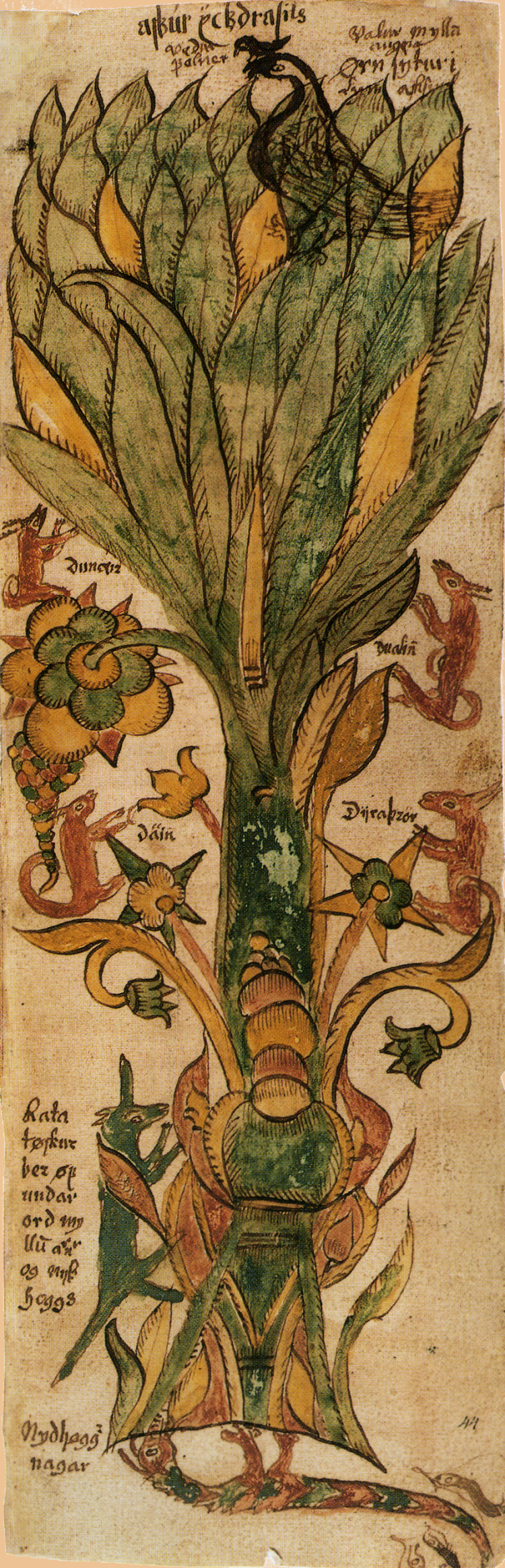
Imatge de l'arbre del món Ígdrasil i els seus habitants, d'un manuscrit islandès del s. XVII (Manuscrit AM 738 4to). Es troba a l'Institut Árni Magnússon d'Islàndia.

En la mitologia escandinava, l'Ígdrasil (en norrè Yggdrasill) és un immens freixe perenne al voltant del qual existeixen els nou mons. El seu nom no ha estat explicat satisfactòriament fins al dia d'avui. Ja que Yggr és un dels noms del déu Odin, n'hi ha qui ha volgut explicar el significat del nom com a "el cavall (drasill) de l'Odin", obviant, emperò, que per les regles que regeixen la composició nominal, en tal cas hauríem de tenir un * Yggjardrasill o un * Yggsdrasill. De fet, tampoc no és gaire versemblant que originàriament fos un freixe, sinó més aviat un roure, ja que els freixes són caducifolis i ja que en els relats de la conversió dels pobles germànics meridionals es relata l'existència d'un arbre mític semblant que és designat com a roure. En Franz Rolf Schröder va proposar el 1941 de veure en el primer constituent del mot, Ygg- un doblet de ýr ‘teix’. El constituent, segons això, fóra la continuació del mot germànic īxʷaz (masc.), īxʷō (fem.) “teix”, a partir d'un doblet amb canvi gramatical *ĭɣʷja-. Segons en Schröder, doncs, l'arbre hauria estat originàriament un teix. En tot cas, la seva condició "d'arbre del món" el fa central en la cosmologia nòrdica.
Els nou mons s'anomenen de la següent manera: 
- Asgard (Regne dels ansos, els déus i deesses guerrers),
- Vanaheim (Regne dels vanis, déus i deesses de la natura),
- Midgard (Regne dels humans),
- Alfheim (Regne dels elfs i de la llum),
- Jontunheim (Regne dels gegants),
- Nidavellir (Regne dels nans),
- Muspelheim (Regne dels gegants de foc i dels dimonis),
- Niflheim (Regne del gel),
- Helheim (Regne dels morts deshonrosos).[6]